# Tolania scutata
Tolania scutata är en insektsart som beskrevs av Carl Stål. Tolania scutata ingår i släktet Tolania och familjen hornstritar. Inga underarter finns listade i Catalogue of Life.